# Tarkan
Hüsamettin Tarkan Tevetoğlu (ur. 17 października 1972 w Alzey) – turecki piosenkarz popowy urodzony w Niemczech, często nazywany „królem tureckiej muzyki pop”. Największą popularność przyniósł mu przebój „Şımarık” z 1997.

## Wczesne lata
Urodził się w zachodnioniemieckim mieście Alzey. Jest synem Alego i Neşe Tevetoğlu, tureckich imigrantów, którzy przybyli do Niemiec Zachodnich. Kiedy jego matka była w ciąży, miała wypadek samochodowy, po którym zapadła w śpiączkę. Niemieccy lekarze zalecali kobiecie poddanie się aborcji z powodu prawdopodobieństwa uszkodzenia płodu, jednak ta zdecydowała się na urodzenie dziecka. Imię Tarkana pochodzi od tytułu starożytnych tureckich królów z ludu Chazarów.
Ma rodzoną siostrę Handan i brata Hakana, a także trójkę przyrodniego rodzeństwa: brata Adnana oraz siostry Gülay i Nuray z pierwszego małżeństwa matki.
W 1986, gdy Tarkan miał 13 lat, wrócił z rodziną do Turcji. Po powrocie do kraju rozpoczął naukę w liceum w Karamürsel w klasie tureckiej muzyki klasycznej. Cztery lata później zaczął studia na Üsküdar Musiki Cemiyeti Academy w Stambule.
W 1995 ojciec Tarkana zmarł na atak serca, mając 49 lat, i został pochowany w swojej rodzinnej wiosce Rüzgarlı Köy. Dwa lata po jego śmierci matka Tarkana ponownie wyszła za mąż i wzięła ślub z architektem Seyhunem Kahramanem.

## Kariera muzyczna
Żeby zarobić na utrzymanie podczas studiów w Stambule, pracował m.in. jako piosenkarz podczas przyjęć weselnych. W tym czasie mieszkał razem z Alpayem Aydinem, który chciał zostać jego menedżerem. Rodzina Tarkana nie chciała jednak, żeby ich syn był pod opieką zadeklarowanego geja. Na początku lat 90. Aydin wysłał kasetę z pierwszymi utworami Tarkana do Mehmeta Söğütoğlu, szefa wytwórni İstanbul Plak, który po przesłuchaniu płyty zaproponował debiutantowi współpracę i podpisanie kontraktu płytowego.
W grudniu 1992 Tarkan wydał swój debiutancki album studyjny pt. Yine sensiz, którego producentem był Ozan Çolakoğlu. Płyta spotkała się z pozytywnymi recenzjami krytyków muzycznych i zapewniła piosenkarzowi rozpoznawalność w kraju. W czerwcu 1993 wydał reedycję albumu, która osiągnęła wynik ponad 600 tys. sprzedanych egzemplarzy oraz kolejne 400 tys. pirackich kopii.
W 1994 wystąpił w reklamie płatków śniadaniowych Doritos oraz nagrywał drugi album; w tym czasie zmienił menedżera, który został Ahmet San. W maju wydał płytę pt. Aacayipsin, którą promował m.in. singlem „Hepsi senin mi? (Şıkıdım, şıkıdım)”. Album osiągnął wynik ponad 450 tys. sprzedanych kopii zaledwie w 10 dni po premierze, a ostatecznie został sprzedany w ponad 2 mln egzemplarzy. Po wydaniu krążka Tarkan zyskał jeszcze większe grono fanów, zaś w Turcji rozpoczęła się tzw. „tarkanomania”. W 1995 w Niemczech ukazała się reedycja krążka, wzbogacona o trzy dodatkowe utwory. W 1994 podczas transmisji „na żywo” programu transmitowanego z okazji kolejnej rocznicy prywatnej stacji telewizyjnej ATV, Tarkan wypowiedział zdanie „Çişim var, ağabey” (pol. Muszę się wysikać), co spotkało się z krytyką ze strony telewidzów. Pod koniec roku, aby uniknąć służby wojskowej, wyjechał do Nowego Jorku, gdzie zaczął naukę języka angielskiego na Baruch College na Manhattanie, którego ostatecznie nie ukończył. Podczas pobytu w Stanach Zjednoczonych poznał Ahmeta Ertegüna, przedstawiciela tureckiej filii wytwórni Atlantic Records, z którym podpisał kontrakt płytowy, a także nakręcił teledysk do utworu „Dön bebeğim”, w którym zagrał razem z amerykańską modelką Chrisą. Podczas kręcenia klipu para odegrała m.in. sceny erotyczne, które nie pojawiły się jednak w ostatecznej wersji wideo. W tym samym czasie pracował nad swoim pierwszym anglojęzycznym albumem studyjnym, na potrzeby którego nagrał m.in. anglojęzyczną wersję singla „Hepsi senin mi?”. Prawa do piosenki uzyskał jego ówczesny menedżer, Ahmet San, który później miał przekonać go do przekazania praw wydawniczych i podpisania umowy z wytwórnią Jonathan Records, którą założył razem ze swoim francuskim kolegą Charlesem Ibguim. Kontrakt uniemożliwiał jednak wydanie jakiejkolwiek płyty Tarkana bez zgody wytwórni, co nie spodobało się Tarkanowi, który w burzliwej atmosferze zakończył współpracę z Sanem, oskarżając go publicznie m.in. o blokowanie działań artystycznych i oszustwa finansowe. Wcześniej jednak wrócił do Turcji, gdzie został powitany na lotnisku przez grupę 5 tys. fanów, a później wziął udział w nagraniu jednego z programów telewizyjnych, w którym zaśpiewał kilka tradycyjnych piosenek. W tym samym roku wyruszył w trasę koncertową po Turcji i Europie, podczas której promował swój nowy album studyjny. Podczas koncertu sylwestrowego zaprezentował premierowy singiel „Yeni yil”.

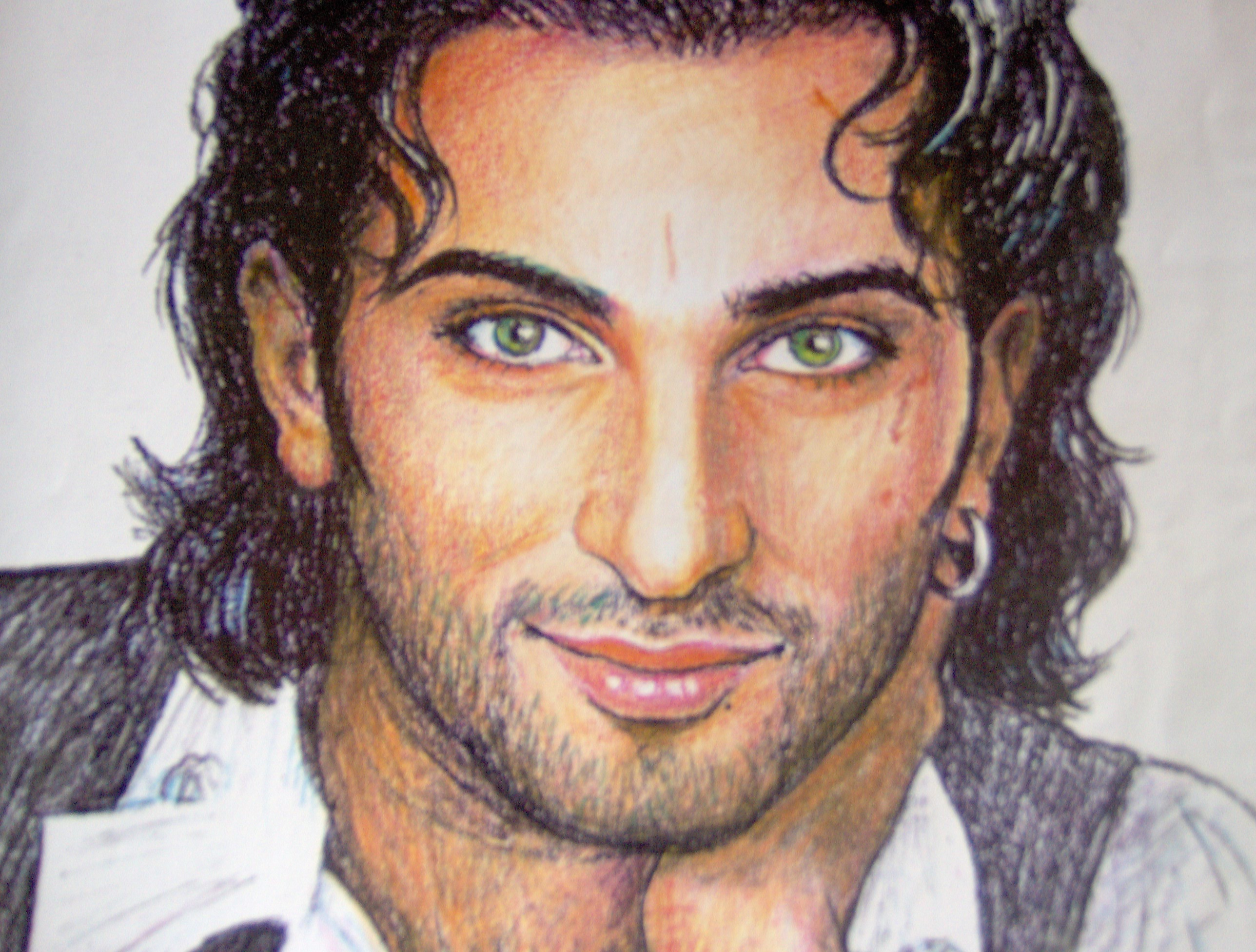
Portret Tarkana wykonany w 1996

W lipcu 1997 wydał album pt. Ölürüm sana, nad którym współpracował z Sezen Aksu i Ozanem Çolakoğlu. Płyta została sprzedana w ponad 4 mln egzemplarzach, z czego ok. 1 mln sztuk był zamówiony w okresie przedsprzedaży. Album został drugim najczęściej kupowanych krążkiem w historii tureckiego rynku muzycznego. Głównym singlem promującym płytę został utwór „Şımarık”, który zyskał ogromną popularność w kraju i w Europie, trafiając na pierwsze miejsce listy przebojów m.in. w Szwajcarii, Holandii, Francji, Niemczech oraz Belgii. Piosenka stała się największym przebojem w dorobku piosenkarza. W tym samym roku Tarkan otrzymał statuetkę złotego dysku podczas wręczenia Cannes Midem Awards, został także pierwszym artystą z Turcji, którego płyta została sprzedana we Francji w ponad półmilionowym nakładzie. W 1998 użyczył głosu Herkulesowi, w tureckiej wersji językowej filmu animowanego pt. Herkules, a także wydał na rynku europejskim album kompilacyjny, zatytułowany po prostu Tarkan, na którym znalazły się najpopularniejsze piosenki z jego trzech płyt. Krążek promowany był przez single „Şıkıdım” i „Bu gece”. W tym czasie Tarkan wyruszył w trasę koncertową po Europie, w ramach której zagrał łącznie 18 koncertów w 17 europejskich krajach. Po zakończeniu obowiązkowej służby wojskowej, oddalonej wcześniej z powodu studiów w Nowym Jorku, wyjechał do Ameryki Łacińskiej, gdzie zagrał koncerty m.in. w Meksyku i Argentynie. W maju 1999 odebrał World Music Award w Maroku, a w 2000 wydał składankę przebojów pt. Tarkan na amerykańskim rynku, która uzyskała status platynowej płyty w Meksyku oraz złotej płyty w Kolumbii. W tym samym czasie wdał się w konflikt ze swoją wieloletnią przyjaciółką Sezen Aksu, który dotyczył praw autorskich do przeboju „Şımarık”, w efekcie czego anglojęzyczna wersja piosenki nigdy nie została opublikowana. Jak sam przyznał w jednym z wywiadów w 2006, w spisie autorów widnieją trzy osoby (tj. Sezen Aksu, Tarkan i Ozan Çolakoğlu), co zostało zrobione bez zgody piosenkarki, będącej jedyną autorką utworu. Spór spowodował zakończenie współpracy oraz przyjaźni między artystami. W tym czasie Sezen Aksu przyznała prawa do utworu innym wykonawcom, w tym m.in. Holly Valance.
W 1999 musiał poddać się obowiązkowej służbie wojskowej, która była przesuwana od 1995. Ostateczny termin odbycia służby minął w 1998, jednak z powodu zobowiązań związanych z kontraktem płytowym Tarkan nie wrócił do kraju. W tym czasie media spekulowały, czy piosenkarz nie powinien zostać uznany za dezertera i pozbawiony obywatelstwa. Sprawę podjęto wówczas nawet w tureckim parlamencie. Po trzęsieniu ziemi w Gölcük w sierpniu 1999, ustawodawca zdecydował, że Tarkan (i inni w podobnej sytuacji), będzie musiał odbyć jedynie 28 dni służby w zamian za wpłacenie 16 tysięcy dolarów na rzecz ofiar katastrofy. W 2000 wrócił do Turcji, gdzie dokończył służbę. Przed wstąpieniem do armii zagrał specjalny koncert w Stambule, z którego zebrane pieniądze przekazano ofiarom trzęsienia ziemi.
W styczniu 2001 został pierwszym ambasadorem marki Pepsi w Turcji, a w marcu wziął udział w pokazie mody w Paryżu. W tym czasie wydał także dwa nowe single – „Kuzu Kuzu” i „Hüp”. Teledysk do drugiego utworu był najdroższym w historii klipem nakręconym przez tureckiego artystę i miał kosztować ponad 100 tys. dolarów dzięki wsparciu finansowemu firmy Pepsi. Klip spotkał się z krytyką niektórych odbiorców, którzy uznali go za „pornograficzny”. Obie piosenki zapowiadały nowy album studyjny piosenkarza zatytułowany Karma, który został wydany w lipcu tego samego roku. Płyta została wyprodukowana w Los Angeles, Nowym Jorku, Egipcie i w Europie. W tym czasie Tarkan zmienił nieco styl ubierania się oraz tworzenia muzyki. W tym czasie poznał Michaela Langa, współorganizatora festiwalu w Woodstock, który został jego międzynarodowym menedżerem. W 2001 Nesrin Aysun Yüksel wydała książkę pt. Tarkan – Yıldız Olgusu (pol. Tarkan – Anatomia Gwiazdy), która została jednak wycofana ze sprzedaży po podaniu autorki do sądu przez Süheyla Ataya, prawnika piosenkarza. Zgodnie z decyzją sądu, książka zawierała prywatne informacje artysty oraz jego zdjęcia objęte prawami autorskimi, a także wpływała negatywnie na jego dobre imię. W tym samym czasie Tarkan zerwał umowę z firmą Pepsi oraz podpisał kontrakt sponsorski z siecią telekomunikacyjną Turkcell.
W 2002 opublikował singiel „Özgürlük İçimizde”, który został wybrany na oficjalny hymn tureckiej drużyny piłkarskiej na Mistrzostwa Świata w Piłce Nożnej organizowane w Korei Południowej i Japonii. Został także maskotką kraju podczas imprezy. Latem 2003 wydał EP-kę pt.  Dudu, która była pierwszym krążkiem wydanym nakładem jego własnej firmy producenckiej – HITT Music, pod której szyldem wydał wcześniej single: „Özgürlük İçimizde” i „Bir oluruz yolunda”. Tytułowa piosenka została okrzyknięta „utworem roku” w Rosji. W tym samym roku Tarkan zakończył współpracę sponsorską z Turkcell i podpisał umowę z dystrybutorem ropy naftowej OPET. Na początku 2004 wypuścił własną linię perfum sygnowaną jego imieniem. Kosmetyki nie spotkały się z dużym zainteresowaniem, sam Tarkan nie był zadowolony ze stworzonego zapachu i nie angażował się w promocję perfum. W lipcu zagrał gościnnie na 11. Tureckim Festiwalu Miłości, Pokoju i Przyjaźni.

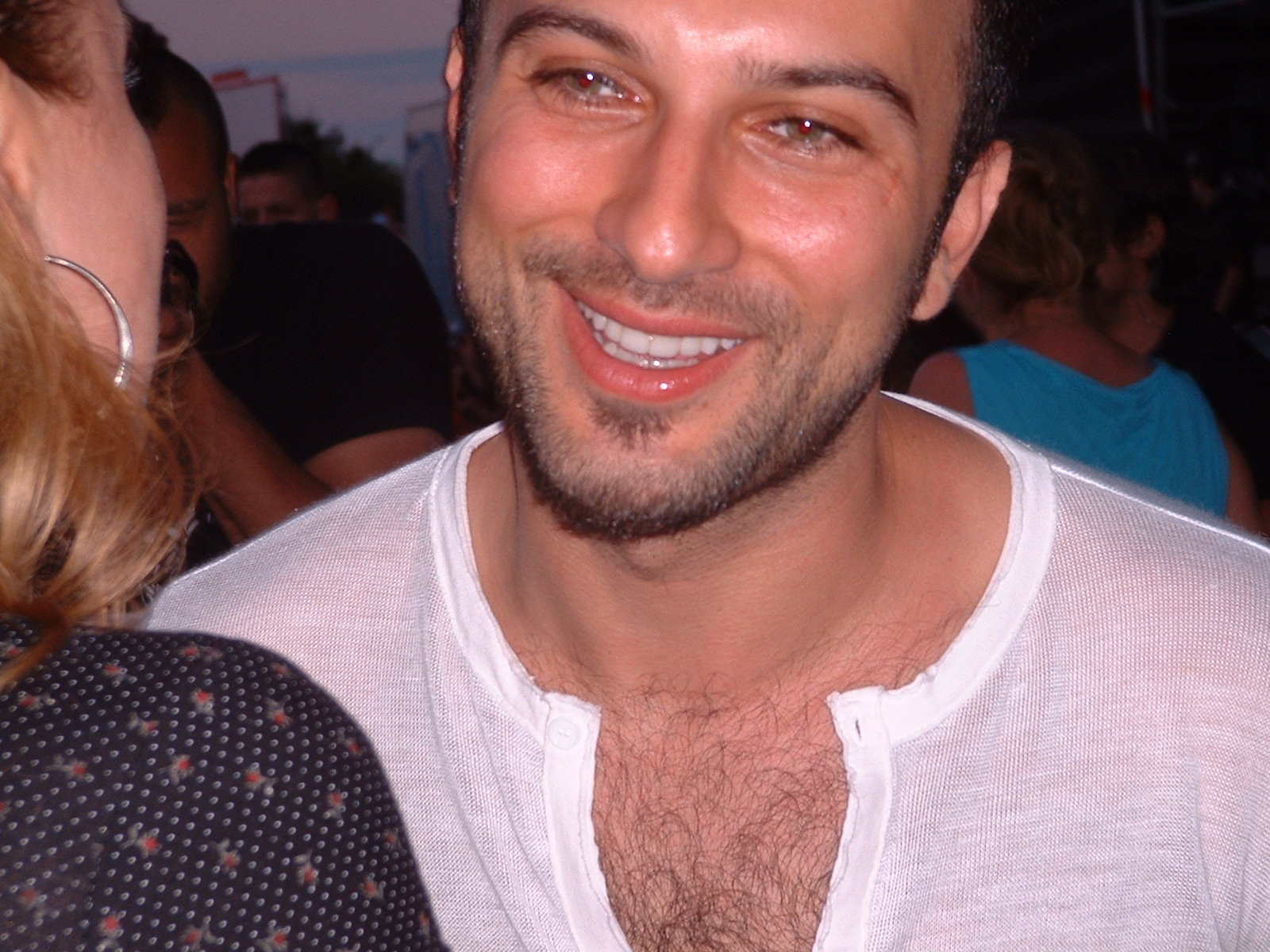
Tarkan w 2006

W 2005 ogłosił, że po wielu latach oczekiwania na rynku ukaże się jego debiutancki anglojęzyczny album studyjny. W lipcu do sieci nielegalnie trafił anglojęzyczny singiel artysty – „Shh... (I Wanna Hear Love Speak)”, który był rozsyłany przez DJ-a jednego z tureckiech rozgłośni radiowych. Jak miał przyznać sam DJ, utwór został skradziony ze studia nagraniowego w USA przez jednego z producentów piosenkarza. Niedługo później do sieci wyciekły dwa kolejne utwory: „If You (Let Me See You Bounce)” i „Action/Shout”. W tym samym czasie pojawiły się pogłoski, jakoby artysta ponownie nawiązał współpracę z Sezen Aksu i napisał z nią utwór „Deniz” na kolejną tureckojęzyczną płytę pt. Kudurmuyorum. W październiku opublikował pierwszy singiel z płyty – „Bounce”, a w kwietniu 2006 wydał płytę pt. Come Closer, na której znalazł się m.in. utwór „Aman Aman” z gościnnym udziałem Wyclefa Jeana. W sierpniu ukazał się drugi singiel z płyty – „Start a Fire”, który został zremiksowany przez Mousse’a T.. Album nie osiągnął dużego sukcesu komercyjnego, został sprzedany jedynie w ok. 110 tys. egzemplarzach w Turcji.

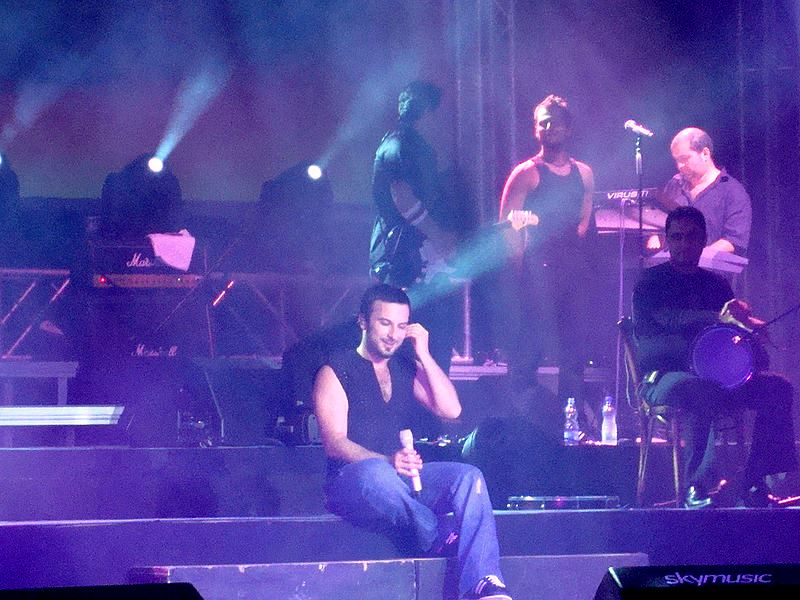
Tarkan podczas koncertu w 2007

25 grudnia 2007 wydał album pt. Metamorfoz, który osiągnął wynik ponad 300 tys. sprzedanych kopii w ciągu pierwszych dwóch tygodni od premiery. 31 grudnia wystąpił na koncercie noworocznym transmitowanym przez telewizję TRT, a jego występ był trzecią najczęściej oglądaną częścią imprezy, dzięki czemu stacja zarobiła ok. jednego miliona lir tureckich. Na początku stycznia 2008 wziął udział w konferencji prasowej nowego serwisu muzycznego TTNetMüzik, zapewniającego legalny dostęp do muzyki w wersji cyfrowej. Twórczość piosenkarza uzyskała największą liczbę pobrań w serwisie: ok. 100 tys. na ponad dwa miliony plików ściągniętych w ciągu pół roku były to utwory Tarkana. 14 lutego miał odebrać od Tureckiego Instytutu Patentowego nagrodę „Złotej Marki” wręczaną przez premiera Turcji, jednak nie przyjął jej z powodu wyjazdu do Nowego Jorku razem ze swoją partnerką. Zamiast niego statuetkę dostała Hülya Avşar.
W maju 2010 opublikował singiel „Sevdanın son vuruşu”, którym zapowiadał swój ósmy album pt. Adımı kalbine yaz, wydany w lipcu 2010. Na początku stycznia 2012 zaprezentował utwór „Kara toprak” oraz napisał i zaśpiewał piosenkę „Aşk gitti bizden” z albumu pt. 01, debiutanckiej płyty swojego wieloletniego producenta, Ozana Çolakoğlu.
W 2013 napisał utwory dla kilku tureckich wykonawców: „İnci tanem” dla Vasilisa Saleasa, „Hep bana” dla Emel Sayin i „Unutmamalı” dla Taksim Trio. W 2014 napisał utwór „Hop de” dla tureckiego piosenkarza İskendera Paydaşa,  promującą jego drugą płytę studyjną zatytułowaną Zamansız şarkılar II. Pod koniec lipca 2015 premierę miał singiel „Bir parmak bal”, który został napisany przez Tarkana dla piosenkarki Sibel Can.

## Wizerunek

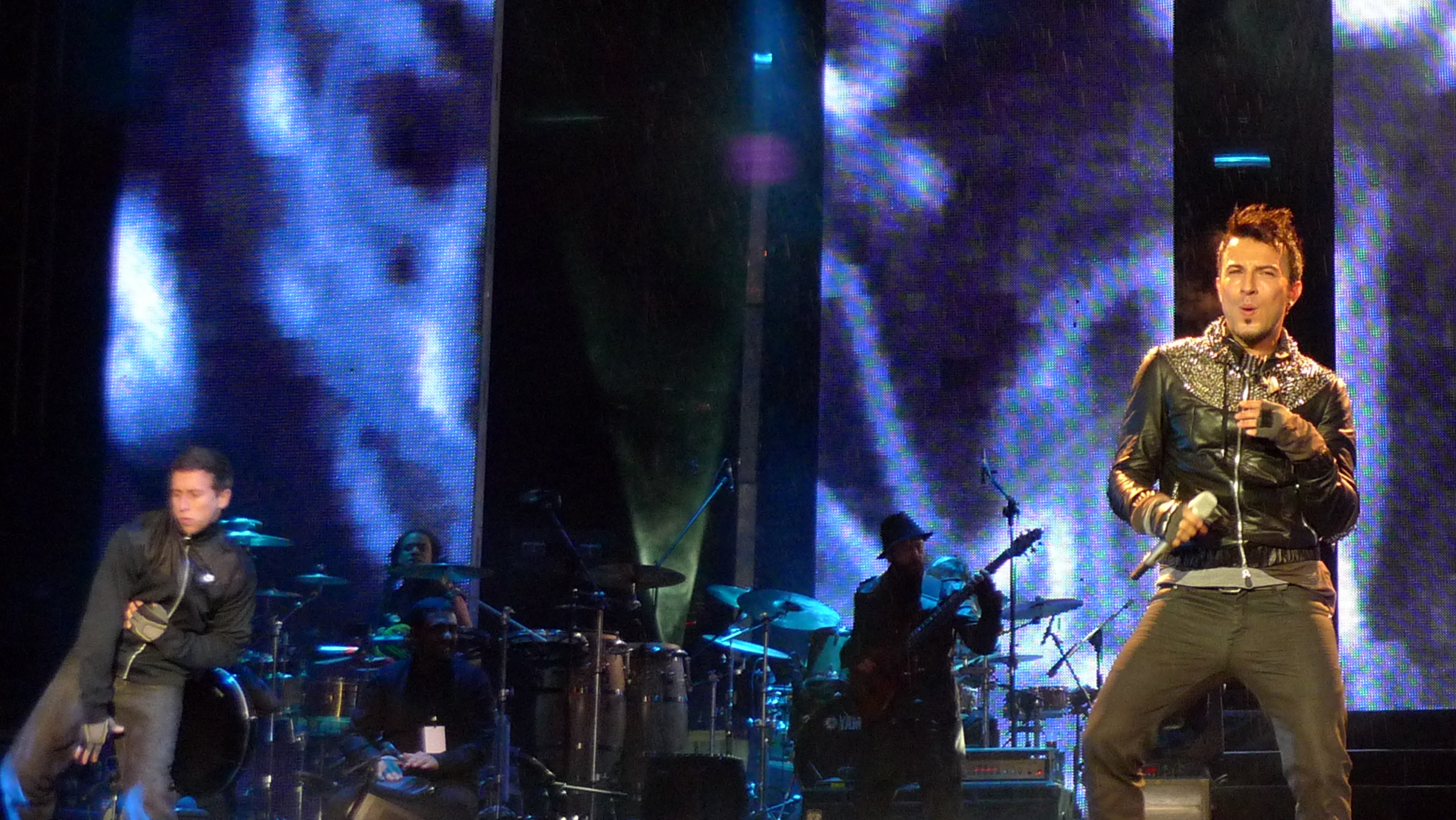
Tarkan podczas koncertu w 2010

Ma 1,73 metra wzrostu. W latach 90., na początku kariery muzycznej, uchodził za jednego z najbardziej kontrowersyjnych tureckich wykonawców: był jednym z pierwszych współcześnie działających artystów, który nosił kolczyki, a na koncertach często się rozbierał. W jednym z wywiadów wyznał, że jest „jednocześnie męski i żeński”, porównując się tym samym do artystów, takich jak m.in. Ricky Martin, Michael Jackson i Elvis Presley. Był pierwszym mężczyzną, który pojawił się na okładce tureckiego wydania magazynu Cosmopolitan. Niedługo później wystąpił też w półrozbieranej sesji zdjęciowej dla magazynu Hafta sonu, co zbiegło się z promocją jego drugiej płyty studyjnej pt. Aacayipsin.
Czasem prezentował swój seksualny wizerunek również w teledyskach; w klipie do singla „Hepsi senin mi? (Şıkıdım, şıkıdım)”, jednej z piosenek z płyty Aacayipsin, wystąpił bez koszulki, a w teledysku do utworu „Şeytan azapta” pokazane były sceny rozbierania go przez fanki podczas jednego z jego koncertów.
W 1997 zastrzegł swoje imię jako znak firmowy. W 2001 zmienił nieco wizerunek sceniczny, zmienił m.in. styl ubierania się i zapuścił włosy.

## Życie prywatne

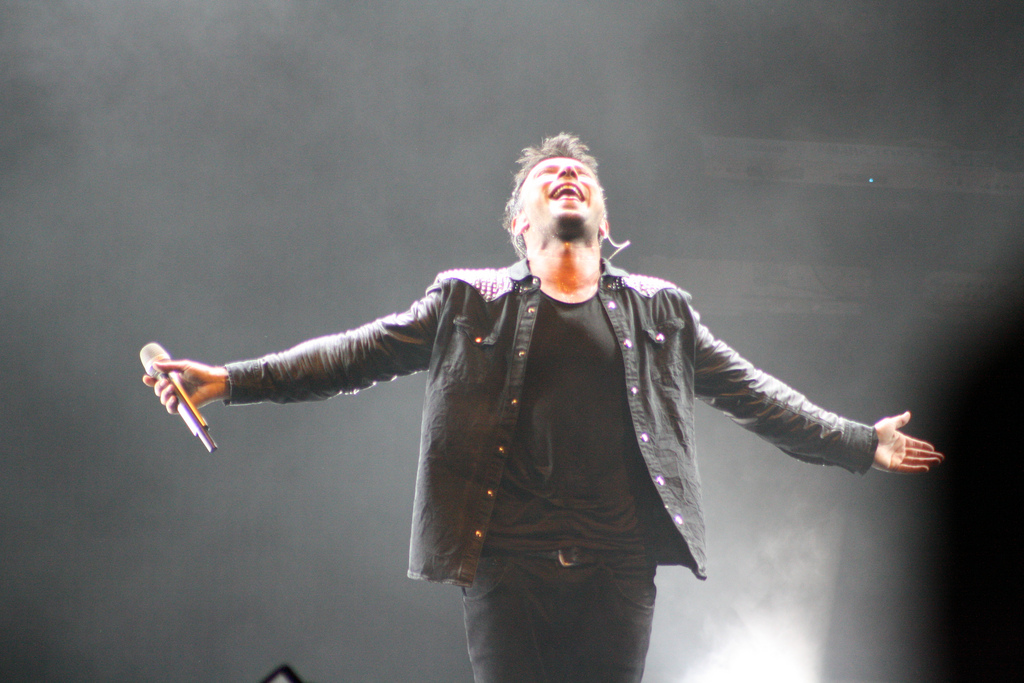
Tarkan podczas koncertu w 2011

W 1994 spotykał się z Elif Dagdeviren, jedną z ówczesnych redaktorek magazynu Cosmopolitan. Rozstali się po wyjeździe Tarkana do Nowego Jorku. Podczas pobytu w Ameryce spotykał się z jedną z tamtejszych modelek, a podczas pobytu we Francji w latach 1997–1998 związany był z Asią, algierską modelką szwajcarskiego pochodzenia. W 2002 zaczął spotykać się z prawniczką Bilge Öztürk, z którą siedem lat później się rozstał. 
Jak sam przyznał w jednych z wywiadów udzielonych w 2006, instytucja małżeństwa jest dla niego „przestarzała”, a ślub mógłby wziąć jedynie dla dobra swoich przyszłych dzieci. 29 kwietnia 2016 w swojej willi w Stambule poślubił Pinar Dilek (ur. w 1986 w Niemczech), córkę tureckich emigrantów.
Ma posiadłość we wsi Polonezköy w prowincji Stambuł, gdzie hoduje owoce i utrzymuje zwierzęta, a także mieszkanie w nowojorskim Murray Hill na Manhattanie, które warte jest ok. pięć milionów dolarów. Jest także właścicielem wielu innych nieruchomości, w tym posiadłości w Kolonii (Niemcy).

### Dyskusje o orientacji seksualnej

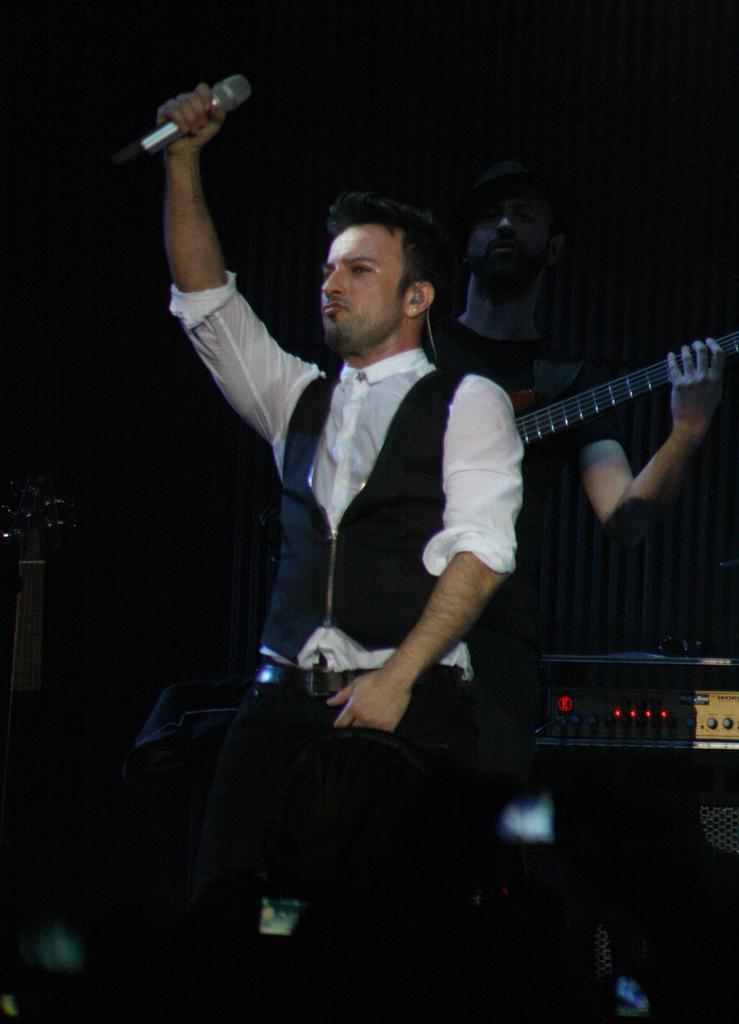
Tarkan w 2011

Nie lubi rozmawiać o swoim życiu prywatnym. Jednym z powodów niechęci do rozmów są częste dyskusje na temat jego orientacji seksualnej oraz podejrzenia o jego homoseksualizm, pomimo wielokrotnych zaprzeczeń samego piosenkarza. W 2001 w mediach pojawiły się doniesienia, jakoby Tarkan był gejem, po tym, gdy zrobiono mu zdjęcia z innym mężczyzną, na plaży nudystów. Zdjęcia zdobył pracownik nowojorskiego biura przeprowadzkowego, kiedy pomagał Tarkanowi w przenoszeniu mebli do nowego mieszkania. Mężczyzna szantażował Tarkana i domagał się od niego pieniędzy w zamian za niewysłanie fotografii prasie. Artysta odmówił, a zdjęcia obiegły tureckie media. Tarkan wyznał wówczas: „To jest moje życie. To moja prywatność. Nie żałuję niczego, co zrobiłem”.
Temat homoseksualności Tarkana podsycany był także m.in. przez Alpaya Aydina, jego byłego współlokatora i menedżera, który kilkukrotnie sugerował, jakoby między nimi doszło do gejowskich relacji. Spekulacje wokół orientacji seksualnej wywołało także rozstanie piosenkarza z Elif Dagdeviren, jedną z ówczesnych redaktorek tureckiego wydania magazynu Cosmopolitan, z którą chodził w 1994 i dla której napisał piosenkę „İnci tanem” na wyjeździe do Nowego Jorku. Przeprowadzka do Stanów Zjednoczonych okazała się powodem rozstania pary w tym samym roku.
W 2001 Tarkan pozwał do sądu Mehmeta Gula, który wyznał: Lubiłbym Tarkana bardziej, gdyby ten nie był gejem.

### Problemy z prawem
W 2010 został zatrzymany podczas policyjnej obławy w Stambule, piosenkarzowi postawiono zarzut posiadania narkotyków. Podczas przesłuchania, Tarkan przyznał się do używania kokainy, ponadto policja znalazła w jego wiejskiej posiadłości niewielkie ilości haszyszu.

## Dyskografia

### Albumy studyjne
- Yine sensiz (1992)
- Aacayipsin (1995)
- Ölürüm sana (1997)
- Tarkan (1999)
- Karma (2001)
- Dudu (2003)
- Come Closer (2006)
- Metamorfoz (2007)
- Adımı Kalbine Yaz (2010)
- Ahde Vefa (2016)
- 10 (2017)